# いつか (イ・ビョンホンの曲)
『いつか』は、韓国の俳優イ・ビョンホンの2枚目のシングルである。2008年10月15日発売。発売元はユニバーサルミュージック。

## 概要
- 秋元康プロデュース
- 計3パターンの形態で発売。初回限定盤A・初回限定盤B・通常盤の3タイプで発売された。初回限定盤AにはCD＋DVD（「いつか」のドラマ・バージョン・クリップ&メイキング）＋28P写真集、初回限定盤BにはCD＋DVD（「いつか」のライブ・バージョン・クリップ&メイキング）付き。

## 収録曲
1. いつか (Rockバージョン)(5:20)
作詞：秋元康、作曲・編曲：井上ヨシマサ
トヨタ自動車「RAV4」CMソング
2. いつか (バラードバージョン)(6:03)
3. 接吻の指輪(4:56)
作詞：秋元康、作曲・編曲：井上ヨシマサ
スカイパーフェクト・コミュニケーションズ「スカパー！イ・ビョンホン祭り」キャンペーンソング
4. いつか (Rockバージョン) -Instrumental-(5:21)
5. いつか (バラードバージョン) -Instrumental-(6:02)
6. 接吻の指輪 -Instrumental-(4:51)